# Manufactura (relojes)

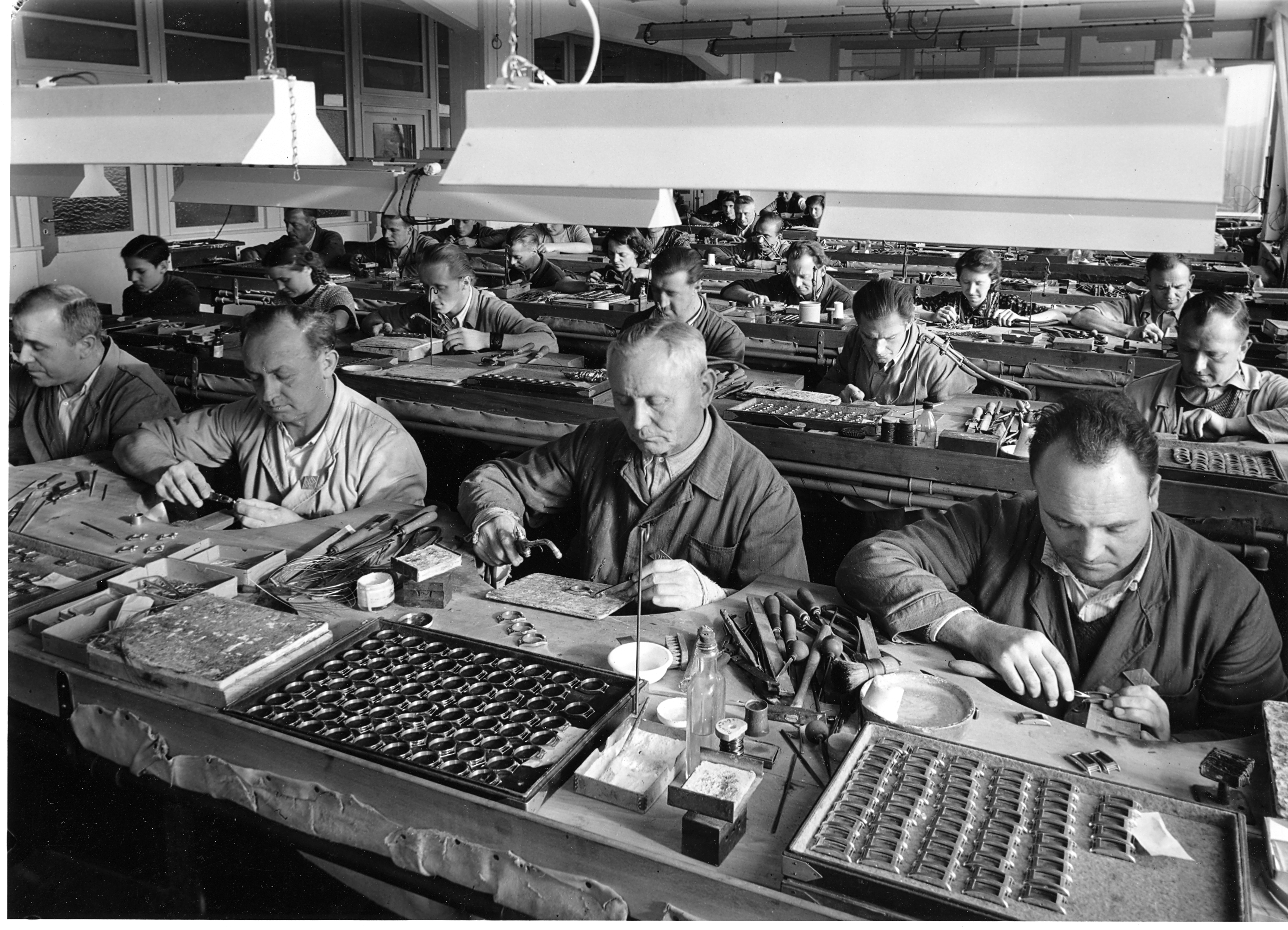
Trabajadores en la manufactura de la empresa relojera alemana Laco (década de 1920)

El término manufacture d'horlogerie (literalmente 'manufactura de relojería') es un tecnicismo francés utilizado en el ámbito de la relojería que también se usa en castellano, generalmente en su forma abreviada "manufactura". Se emplea cuando un fabricante produce íntegramente sus relojes, en oposición a aquellos que montan partes adquiridas a terceros.

## Definición
El Dictionnaire professional illustré de l'horlogerie (Diccionario profesional ilustrado de la industria relojera) define manufactura de la siguiente manera:

En la industria relojera suiza, el término manufactura se utiliza para referirse a una fábrica en la que se fabrican relojes casi en su totalidad, a diferencia de un taller de terminación, que se ocupa únicamente del ensamblaje, el cronometraje, el ajuste de las manecillas y la caja.

El concepto de manufacture en la industria relojera suiza se refiere a cualquier empresa que al menos diseñe calibres, produzca los mecanismos (partes de los mismos, denominadas ébauches) y los ensamble para formar relojes. Por ejemplo, una empresa que no fabrique cristales (el vidrio del reloj) o el resorte regulador puede considerarse una manufactura.
Un movimiento sigue siendo considerado una manufactura si la mayoría del diseño y realización es de factura propia, aunque se pueda admitir que algunas piezas como el resorte motor, los tornillos o los rubíes provengan de suministradores externos. Una compañía tan sólo necesita producir un movimiento propio para ser considerada manufactura, aunque hay empresas que reservan la consideración de manufactura únicamente para sus relojes de alta gama.
Mientras que los fabricantes japoneses o algunos fabricantes rusos y chinos que producen relojes de gamas económicas suelen ser manufacturas, en el caso de las marcas suizas suelen ser firmas del sector de lujo. Las firmas suizas fabricantes de relojes de gama baja o media, e incluso algunas del sector de lujo, montan movimientos bien de serie, bien modificados (llamados ébauches) procedentes de fabricantes externos, principalmente de ETA, S.A, perteneciente al grupo Swatch, pero también de otros suministradores como Sellita o Ronda. Otros relojes manufacturados de fabricación oriental llevan mecanismos de la firmas Miyota, perteneciente a Citizen, o de la china Seagull.
La decisión del grupo Swatch de no servir sus "ébauches" (movimientos no finalizados, modificados y terminados por terceros, usados en relojes manufacturados de gama media y baja) a partir del año 2010 a fabricantes relojeros ajenos a su grupo, ha motivado que algunos fabricantes, como Breitling o IWC, lancen o vayan a lanzar sus primeros movimientos de manufactura.
Un listado de las principales manufacturas relojeras sería:

## A
- A. Lange & Söhne
- Audemars Piguet

## B
- Ball
- Bovet
- Breguet
- Breitling
- B.R.M.

## C
- Cartier
- Casio
- Chopard
- Citizen
- Cyma

## F
- F.P.Journe
- Frédérique Constant

## G
- George Daniels
- Girard Perregaux
- Glashütte-Original

## H
- Hublot
- Hmt

## I
- Invicta

## J
- Jaeger-LeCoultre

## M
- Maurice Lacroix
- Montblanc
- Moser & Cie
- Miyota

## N
- Nomos Glashütte

## O
- Omega
- Orient

## P
- Panerai
- Parmigiani
- Patek Philippe
- Piaget
- Poljot (MakTime)
- Pobeda

## R
- Roger Dubuis
- Roger W. Smith
- Rolex
- Rado
- Richard Mille

## S
- Seiko
- Seagull
- Swatch

## T
- Tissot
- Tudor

## V
- Vacheron Constantin
- Vostok
- Vulcain

## Z
- Zenith
- ZIM